# Tonga Rugby Union
Tonga Rugby Union es la asociación reguladora del rugby en ese país. Se formó en 1923 y se unió a la International Rugby Board en 1987 cuando fueron invitados a jugar en la Copa Mundial de Rugby inaugural.

## Reseña histórica
- Se fundó en 1923 como Tonga Rugby Football Union.
- En 1987 se afilió a la International Rugby Board hoy World Rugby y fue invitado a participar al primer mundial de mayores celebrado ese año.
- Junto a las uniones de Fiyi y de Samoa formó la Pacific Islands Rugby Alliance (PIRA), una federación regional activa entre el 2002 y el 2009.